# Abádszalók
Abádszalók è una città di 4.389 abitanti situata nella contea di Jász-Nagykun-Szolnok, nell'Ungheria centro-orientale.